# Omloop van het Waasland 1966
 De 2e editie van de Belgische wielerwedstrijd Omloop van het Waasland vond plaats op 19 maart 1966. De start vond in Sint-Niklaas en finish in Kemzeke. De winnaar was  Rik Wouters, gevolgd door Frans Melckenbeeck.

## Uitslag
| Omloop van het Waasland 1966 |                    |                       |          |
| Plaats                       | Naam               | Ploeg                 | Tijd     |
| Winnaar                      | Rik Wouters        | Televizier-Batavus    | 4u20'00" |
| 2                            | Frans Melckenbeeck | Mercier-BP-Hutchinson | z.t.     |
| 3                            | Julien Haelterman  | Romeo-Smiths          | z.t.     |

1965 · 1966 · 1967 · 1968 · 1969 · 1970 · 1971 · 1972 · 1973 · 1974 · 1975 · 1976 · 1977 · 1978 · 1979 · 1980 · 1981 · 1982 · 1983 · 1984 · 1985 · 1986 · 1987 · 1988 · 1989 · 1990 · 1991 · 1992 · 1993 · 1994 · 1995 · 1996 · 1997 · 1998 · 1999 · 2000 · 2001 · 2002 · 2003 · 2004 · 2005 · 2006 · 2007 · 2008 · 2009 · 2010 · 2011 · 2012 · 2013 · 2014 · 2015 · 2016 · 2017 · 2018 · 2019 · 2020 · 2021 · 2022 · 2023 · 2024